# Kaptol (Záhřeb)

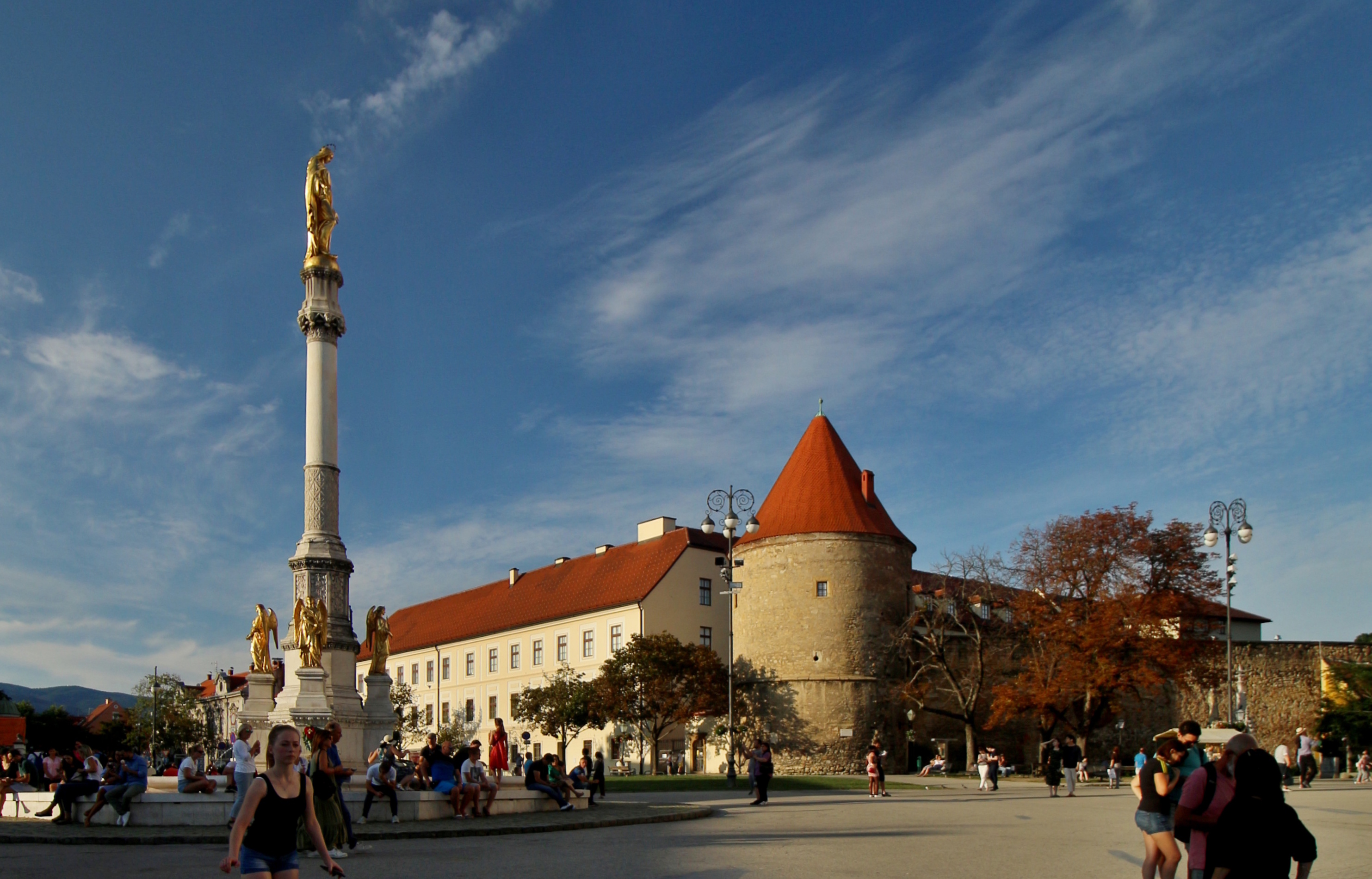
Ulice Kaptol, náměstí před katedrálou se sloupem Panny Marie

Záhřebský Kaptol (chorvatsky Kaptol zagrebački) je název hlavní ulice a zároveň části Horního města v Chorvatském hlavním městě Záhřebu. Spolu s částí Gradec tvoří záhřebské „Horní město“ (Gornji grad). Nachází se zde záhřebská katedrála a arcibiskupský palác, sídlo záhřebské arcidiecéze.

## Historie
Existence Kaptolu, osady na východním svahu, je doložena od roku 1094, kdy uherský král Ladislav I. založil Záhřebskou diecézi. Biskupství, biskupova rezidence a katedrála se nacházely v jihovýchodní části kaptolského kopce. V blízkosti katedrály se nacházela Vlaška ves. Ta byla pod správou biskupa a první zmínka o ní pochází z roku 1198. Ulice Kaptol se táhla z jihu na sever přes kaptolský kopec až k dnešní ulici Bakačeva a Náměstí bána Jelačiće. Podél ní stály v řadách domy kanovníků. Název kaptol pochází z latinského capitulum (kapitula), což znamená „sbor kanovníků při biskupském chrámu“.
Katedrála Nanebevzetí Panny Marie, svatého Štěpána a svatého Ladislava byla vysvěcena v roce 1217, ale v roce 1242 byla silně poškozena po mongolském vpádu. Po roce 1263 byla zrestaurována a zrekonstruována. Osada Kaptol měla tvar nepravidelného čtyřúhelníku s jižním vstupem na ulici Bakačeva a s koncem na severu u dnešní základní školy Miroslava Krleže.
Ve středověku neměl Kaptol vlastní hradby. Byl jen obklopen dřevěnými ploty a palisádami, které byly opakovaně ničeny a opravovány. Hradby a obranné věže kolem Kaptolu byly postaveny v letech 1469–1473. Věž ležící poblíž dnešní základní školy je jednou z nejlépe dochovaných z tohoto období. V roce 1493 Turci dorazili k Sisaku a začali ho obléhat, ale byli poraženi. Z obav před tureckou invazí dal záhřebský biskup postavit hradby kolem katedrály a své rezidence. Obranné hradby a věže postavené v letech 1512–1520 se zachovaly dodnes, s výjimkou opevnění z přední strany katedrály, na Kaptolském náměstí. Tato část hradeb byla zbořena v roce 1907.
Ve 13. století byly postaveny dva gotické kostely – kostel sv. Františka s františkánským klášterem a kostel Panny Marie, rekonstruovaný v 17. a 18. století. Na Opatovine lze dodnes vidět malé domy bývalých obyvatel Kaptolu, ale některé uličky v dolní části Kaptolu byly v roce 1926 zničeny při výstavbě současné tržnice Dolac. V roce 1334 kaptolští kanovníci založili osadu pro služebnictvo poblíž svých rezidencí, na sever od Kaptolu. Tak vznikla nová osada – Nova ves, dnešní ulice Nova ves.

## Administrativa
Kaptol administrativně patří do čtvrti Gornji Grad–Medveščak spolu s částí Grič (Gradec). Kaptol zahrnuje především ulici Kaptol, která se táhne přes park Ribnjak na východě. Nákupní centrum Kaptol Centar se nachází v Nové vsi.
Většina Kaptolu patří do záhřebského 1. volebního okrsku August Cesarec (pojmenovaném podle Augusta Cesarce), podle sčítání obyvatel v roce 2011 zde žilo 1523 lidí.

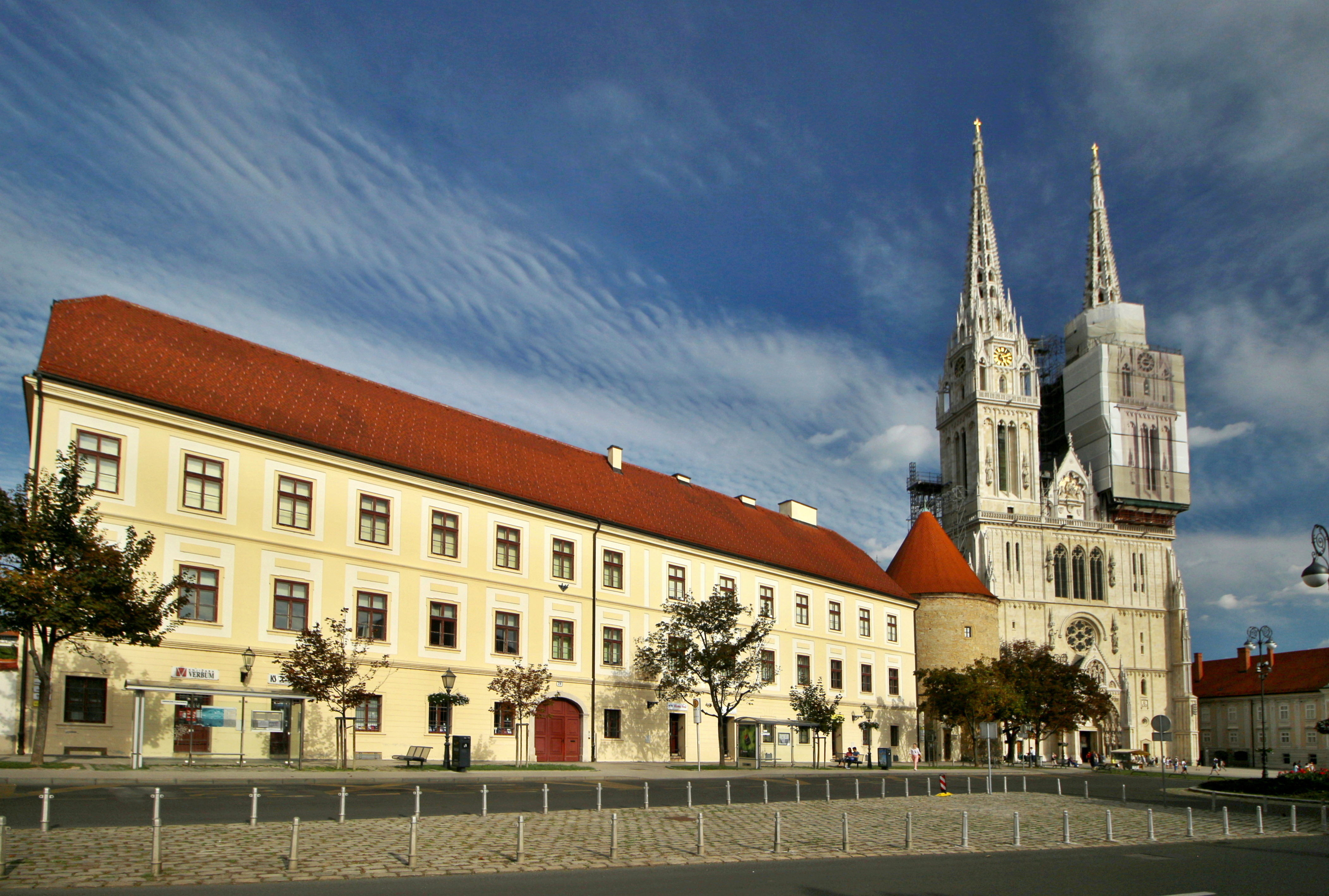
Ulice na Kaptolu, Arcibiskupský seminář a záhřebská katedrála